# 普里布茲凱 (文尼察州)
49°10′27″N 28°25′8″E / 49.17417°N 28.41889°E
普里布茲凱（羅馬化：Prybuzke）是烏克蘭的村落，位於該國西南部文尼察州，由文尼察區負責管轄，始建於1582年，面積0.11平方公里，海拔高度238米，2001年人口383，人口密度每平方公里3,481.82人。